# Thomas Sebeok

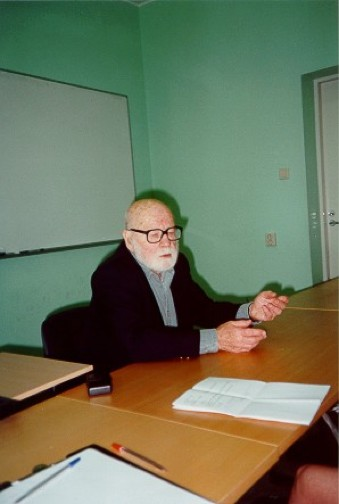
Thomas Sebeok

Thomas Albert Sebeok (* 9. November 1920 in Budapest; † 21. Dezember 2001 in Bloomington, Indiana) war ein ungarisch-US-amerikanischer Professor für Semiotik.
Zu seinen Schwerpunkten gehörte auch die Untersuchung der Kommunikation von nicht-menschlichen Lebewesen (Zoosemiotik). Außerdem gilt er als Begründer der Biosemiotik.

## Leben und Werk
Sebeok verließ Ungarn im Jahr 1936 und studierte ein Jahr in Cambridge (UK). Danach setzte er das Studium
an der Universität Chicago fort (Abschlüsse: Bachelor 1941, Master 1943). Im folgenden Jahr wurde er
US-amerikanischer Staatsbürger. Im Jahr 1945 promovierte er an der Princeton University. Seit 1943 unterrichtete
Sebeok an der Indiana University.
Bis 1956 war Sebeok Professor für Linguistik, danach war er am neugegründeten Institut „Research Center for Language and Semiotic Studies“ Professor für Semiotik.
In den 1980er Jahren war er an einer Untersuchung beteiligt, die Möglichkeiten untersuchte, die Nachwelt vor den Gefahren atomaren Endlagerstätten zu warnen (Atomsemiotik).
Sebeok war auch nach seiner Emeritierung im Jahr 1991 weiter wissenschaftlich aktiv. Ihm wurde die Ehrendoktorwürde von fünf Universitäten verliehen.

## Veröffentlichungen (Auswahl)
- als Hrsg. mit Charles E. Osgood: Psycholinguistics. A survey of theory and research problems. In: The Journal of Abnormal and Social Psychology. Band 49, Nr. 4, Teil 2, Oktober 1954, S. 1–203. PMID 13201297.
- als Hrsg. mit Charles E. Osgood: Psycholinguistics. A Survey of Theory and Research Problems. 1954.
- Theorie und Geschichte der Semiotik (= Rowohlts deutsche Enzyklopädie. Band 389). Reinbek bei Hamburg, 1979, ISBN 3-499-55389-9.
- „Du kennst meine Methode“. Charles S. Peirce und Sherlock Holmes (= Edition Suhrkamp. Band 1121 = Neue Folge, Band 121). Frankfurt am Main, 1982, ISBN 3-518-11121-3.
- mit Umberto Eco: Der Zirkel oder Im Zeichen der Drei. Dupin – Holmes – Peirce. Fink Wilhelm, 1991, ISBN 3-7705-2310-5.
- Nonverbal Communication. In: Paul Cobley (Hrsg.): The Routledge Companion to Semiotics and Linguistics. Routledge, London 2001, ISBN 0-415-24313-0, S. 14–27.